# Teateråret 1863

## Händelser

### Maj
- Maj - Teaterbrand i Helsingfors [1].
- 17 maj - Det norske Theater i Bergen tvingas stänga igen efter ekonomiska problem. [2]

## Årets uppsättningar

### Februari
- 8 februari - Hedvig Ehrenstam pjäs I himmelen och på Jorden har urpremiär på Ladugårdslandsteatern [3].

### September
- 30 september - Georges Bizets opera, Pärlfiskarna har premiär vid Théâtre Lyrique i Paris [4].

## Födda
- 25 februari - Emil Helsengreen (död 1932), dansk skådespelare.
- 15 juni - Mia Hagman (död 1959), svensk skådespelare.
- 21 juni - Axel Engdahl (död 1922), svensk skådespelare, revyförfattare och teaterchef.
- 13 juli - Lina Sandell, svensk skådespelare.
- 21 juli - C. Aubrey Smith (död 1948), brittisk-amerikansk skådespelare.
- 28 augusti - Sidney Drew (död 1919), amerikansk skådespelare och regissör.
- 22 september - Ferenc Herczeg (död 1954), ungersk författare och dramatiker.
- 23 november - Alma Fahlstrøm (död 1946), norsk skådespelare och teaterledare.
- 8 december - Hugo Rönnblad (död 1925), svensk skådespelare, operettsångare och teaterdirektör.

## Avlidna
- 28 februari - Johanna von Schoultz, 49, finlandssvensk operasångare.
- 13 december - Friedrich Hebbel, 50, österrikisk författare och dramatiker.

### Fotnoter
1. ↑  ”Uppslagsverket Finland”. Arkiverad från originalet den 25 maj 2012. https://archive.is/20120525200631/http://www.uppslagsverket.fi/bin/view/Uppslagsverket/Operett. Läst 24 mars 2011.
2. ↑  ”Det norske Theater i Bergen”. Arkiverad från originalet den 9 oktober 2007. https://web.archive.org/web/20071009072115/http://www.dns.no/ibsen/default.asp?kat=619&id=3680. Läst 14 april 2011.
3. ↑  ”Dramawebben”. Arkiverad från originalet den 11 augusti 2010. https://web.archive.org/web/20100811225136/http://www.dramawebben.se/pjas/i-himmelen-och-pa-jorden. Läst 24 mars 2011.
4. ↑  ”San Diego Opera”. Arkiverad från originalet den 4 juni 2011. https://web.archive.org/web/20110604034636/http://sdopera.com/Operapaedia/PearlFishers. Läst 23 mars 2011.